# Philodromus juvencus
Philodromus juvencus är en spindelart som beskrevs av Kulczynski 1895. Philodromus juvencus ingår i släktet Philodromus och familjen snabblöparspindlar.
Artens utbredningsområde är Armenien. Inga underarter finns listade i Catalogue of Life.